# 三峡日报
《三峡日报》，是中华人民共和国湖北省宜昌市的一份报纸，为中共宜昌市委机关报，创刊于1949年8月9日，原名《宜昌日报》，2006年1月1日更名为《三峡日报》。国内统一刊号：CN42-0025。